# Sven-Åke Johansson
Sven-Åke Johansson, född 28 november 1943 i Mariestad, Västergötland, död 15 juni 2025 i Berlin, var en svensk experimentell musiker (slagverk, sång och dragspel), kompositör, poet och konstnär. Han var från 1968 till sin död bosatt i Berlin.
Johansson var en av de första frijazzslagverkarna i Europa och spelade trummor med Peter Brötzmann, bland annat på den klassiska frijazzskivan Machine Gun från 1968. Johanssons kompositioner höll sig inte inom någon strikt genre; han skrev musik för traditionella instrument och musik som framförs på alldagliga objekt som telefonkataloger, fläktar eller traktorer. Johansson samarbetade med musiker inom experimentell och avantgarde-musik som Peter Brötzmann, Alexander von Schlippenbach och Sonic Youth, och gav ut omkring 40 skivor. Johansson arbetade både med konkret poesi och egensinniga kompositioner för olika oväntade "instrument". Bland dem hans komposition Konsert för 12 traktorer, som först iscensattes i samarbete med U Block, och senare, 2002, framförts även i Sverige.
Han gjorde också visuell konst med ett tjugotal utställningar, framförallt av teckningar, och gjorde sig gällande som skapare av "artist's books" och originella skivomslag, varav den epokgörande förminimalistiska Schlingerland från 1972 är ett lysande exempel.

## Skivor och kompositioner i urval
- Peter Brötzmann Trio Usable Past (1967/2002)
- For Adolphe Sax, skiva med Brötzmann/Kowald/Johansson, 1967
- Machine Gun, skiva med Peter Brötzmann Octet, 1968
- Fuck de Boere, skiva med Peter Brötzmann Nonet, 1968
- Schlingerland, solo slagverk, 1972
- Canadian Cup Of Coffee, skiva med Alfred Harth/Nicole Van den Plas, 1974
- Konzert für 12 Traktoren, 1996
- Djungelmusik med sång, skiva med Rüdiger Carl och Sven-Åke Johansson, 2000
- Stück für einen Lüftungspropeller, 2001